# Красноїльська Маланка
Красноїльська Маланка — традиційний карнавал типу «Переберія», який щорічно відбувається в українському смт Красноїльськ.
Дійство відбувається 13-14 січня, щорічно. У Переберії залучено близько 500 мешканців селища. На свято з'їжджаються туристи з України та інших країн.

## Походження та історія Красноїльської Маланки
Найнижча ймовірна межа виникнення Красноїльської Маланки зіставляється з роком заснування населеного пункту — 1431 рік. Герої Маланки відповідають соціальним групам людей, які жили на території Румунії у XVII—XIX столітті.

## Красноїльська Маланка в період СРСР
Коли Західна Україна стала частиною Радянського Союзу, дійство було офіційно заборонено. Міліція відловлювала маланкарів, їм загрожував арешт на 15 діб. Окремі представники влади намагалися або погрожували підпалити обладунки Ведмедя. Раніше костюми Ведмедів робили незйомними, тому маланкарі почали брати з собою на гуляння ножі, аби швидко розрізати костюм і втекти у разі зустрічі з міліцією.
Маланкарів не пускали на центральну дорогу. А для того, аби на законних підставах отримати на роботі відгул у день Маланки, чоловіки записувалися у донори крові.

## Характерні риси Красноїльської Маланки
- У Красноїльську сім кутів (історично сформованих частин селища): Путна, Путна дін Жос, Тражани, Сус, Дял, Гута і Слатина. Кожен з них виряджає свою Маланку. Готуються до цього заздалегідь — роблять маски з пап‘є-маше, шиють костюми, виготовляють крила. Маланкарі кожного хутора відрізняються між собою обладунками для Ведмедів, одягом Циган, рисами масок, комплектацією персонажів, музичним супроводом.
- Маланкування — чоловіча справа. Винятки роблять лише для дітей і підлітків, де дівчата виконують ролі Цариць або перевдягаються у Циганок.
- Ватагу маланкарів очолює Комендант, він — головний організатор дійства, збирає людей, домовляється із господарями, зберігає в себе гроші, зароблені під час гуляння[3].
- Ключовою фігурою дійства у Красноїльську є Ведмідь[4]. Ведмедя водить циган. Один Циган може водити зграю Ведмедів.

- Виконувати роль Ведмедя можуть тільки молоді неодружені хлопці. Одружені чоловіки, які до того перевдягалися Ведмедями, не припиняють маланкувати, а вдягають маски й стають Дідом, Бабою або Жидом.

## Персонажі карнавалу
- Ведмідь — ключова фігура дійства. Костюми Ведмедів робляться із вівсяного сіна, рогози або соломи, яку запасають з літа. Існує два типи Ведмедів: «крилаті» й «копиці». На голові у Ведмідя смушкова шапка.
- Циган — водить Ведмедя на ланцюгу. Урсарі (давня назва етнопрофесійної групи ромів, які займалися дресурою ведмедів) мають булаву, якою символічно стримують Ведмедя та виганяють злих духів.
- Царі і Цариці — ватага підлітків або дітей молодшого шкільного віку. Діти вбрані у білі костюми, розшиті бісером. На голові — шапки, прикрашені намистами.
- Дід і Баба — вбрані в етнічний одяг, пузаті.
- Жид — має височенний циліндр на голові та великий горбатий ніс.
- Циганка — ходить з лялькою або з лялькою у люльці. Вимагає у чоловіків аліменти на «спільну» дитину.
- Вершник — вершника «вбудовують» в бутафорського коня. Верхня частина одягу Вершника здебільшого офіцерський кітель, мундир.
- Чорт — персонаж зник декілька десятиліть тому, аби не дратувати місцевих священників[5].

## Галерея персонажів

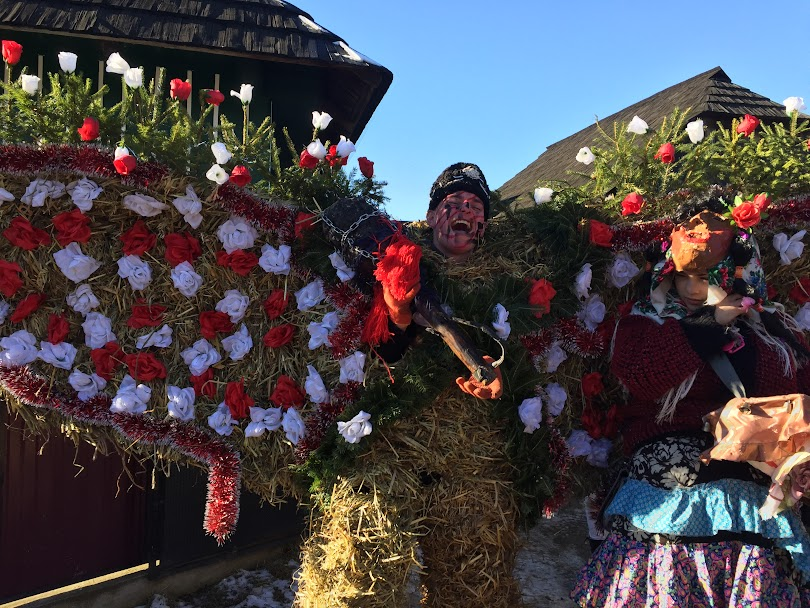
Персонаж Ведмідь
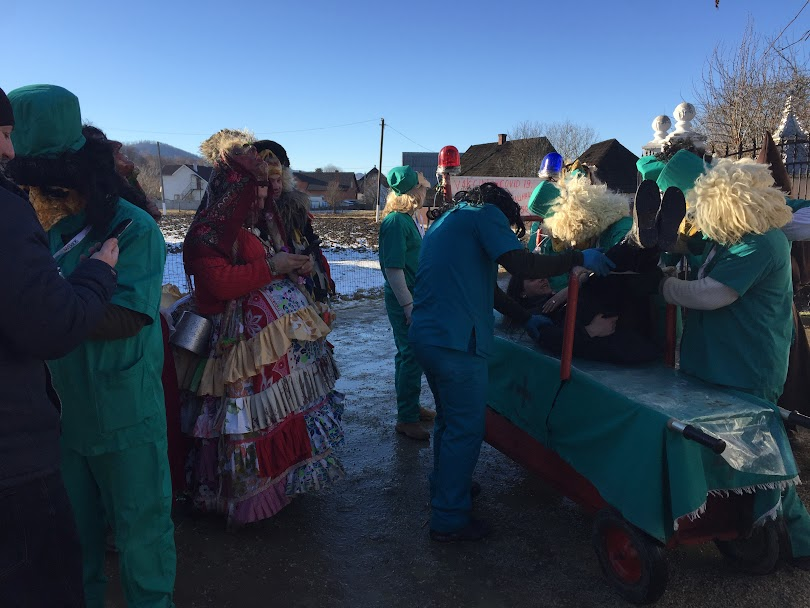
Персонаж Циганка
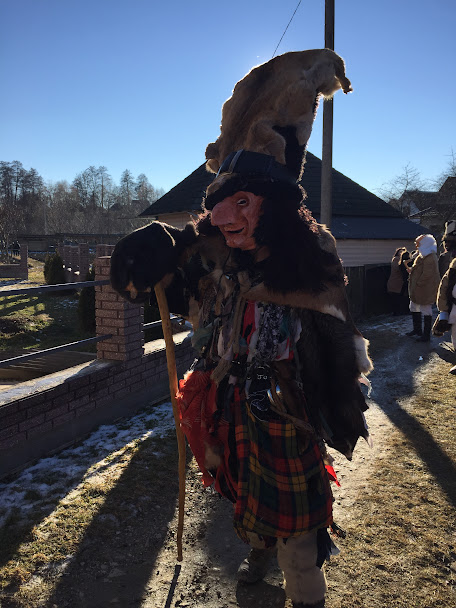
Персонаж Жид
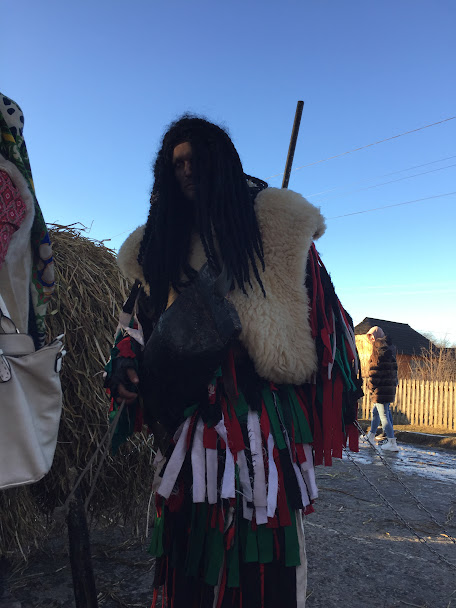
Персонаж Циган
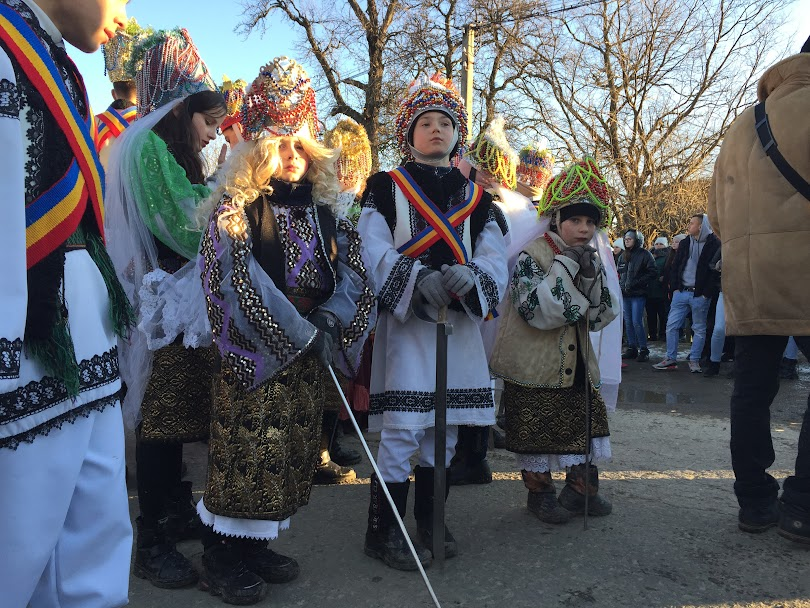
Царі і Цариці

## Маски
Маски, які використовують на Маланці у Красноїльську бувають двох типів — саморобні та куплені.
Саморобні маски виготовляють майстри, які ще залишилися у селі. Їх виготовляють із пап'є-маше. Майстер повільно накладає на шаблон шматки газетного паперу, скріплюючи його шарами клею ПВА. Три шари паперу фіксує шаром тканини, а потім знову повторює алгоритм. Після того, як маска має хоча б три рази три по три шари паперу з трьома шарами тканини, майстер відкладає її сушитися. Бере з печі іншу, уже підсохлу заготівлю, фарбує й розмальовує та прикрашає головним убором, створюючи відповідний образ. Раніше маски склеювали борошном, але за рік їх з'їдали миші.
Куплені маски використовують для створення новітніх персонажів.

## Трансформація у часі персонажів карнавалу
В останні роки до традиційних персонажів доєдналися більш сучасні — Міліціонери, Поліціянти, Прикордонники, Зомбі, Лікарі-інфекціоністи, Білі ведмеді. Нові персонажі є свідченням того, що карнавал у Красноїльську розвивається, живе в актуальному режимі.
Одночасно з цим класичні персонажі Маланки з роками стають усе більш гротескними — у Ведмедів довшають «крила», у Циган важчають булави, а самі їх образи набувають нових рис та елементів.
В темряві на крилах ведмедів включаються розвішані гірлянди з діодними лампочками.

## Галерея сучасних персонажів

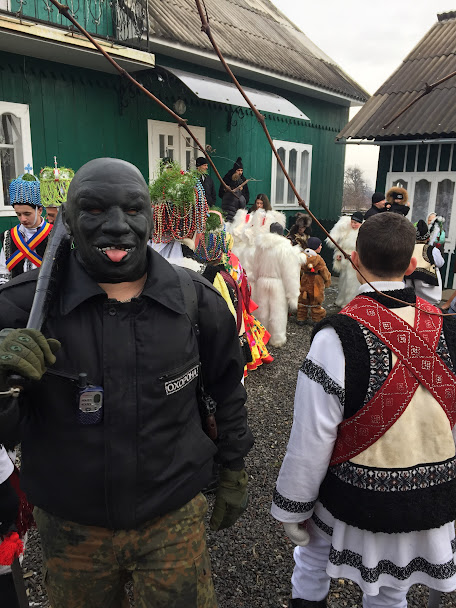
Сучасні персонажі. Поліціянт

## Порядок дійства
13 січня. Зранку маленькі Циган і Ведмідь самостійно або у супроводі батьків ходять дворами від хати до хати, розігруючи свою виставу. Після обіду на дорогах починають з'являтися перші ряджені на конях, вдягнені у хутра й національні костюми. Основні ж ватаги збираються о шостій вечора в хатах у різних кутах Красноїльська. Протягом ночі ватаги маланкарів ходять обійстями у своєму кутку, вітаючи господарів. У кількох заздалегідь підготовлених для цього хатах зупиняються на довший час, аби перепочити та поїсти. Маланкарські ватаги ходять до ранку. Потім кілька годин на сон.

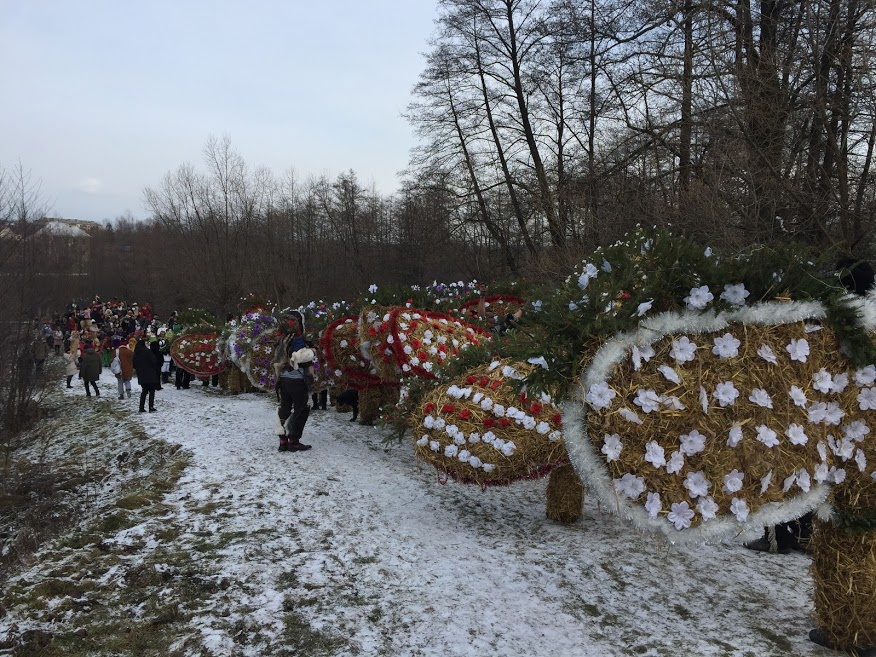
Красноїльська Маланка. Святкова хода 14 січня — рух у долину, на центральну вулицю селища

14 січня. На під'їздах до села місцеві мешканці встановлюють блок-пости. Чоловіки в масках і з автоматами зупиняють усі види транспорту з підводами включно — роблять обшук на наявність «контрабандних товарів». У 2021 році перевіряли наявність масок. У будь-якому випадку туристи мусять дати 10-20 гривень, аби отримати дозвіл на в'їзд у Красноїльськ. У центрі селища ряджені у формі поліціянтів, лікарів, перевертнів, зомбі відловлюють перехожих. Можуть посадити у клітку або карету швидкої допомоги, вимагаючи викуп. В цей час маланкарі закінчують обходити подвір'я на своєму кутку. Одна за одною ватаги спускаються вниз, у долину, де всі разом, у форматі маскарадної ходи, рухаються в центр села, де розігрують свою новорічну виставу. Маланкарі з різних кутів Красноїльська змагаються між собою.
15 січня. З 2011 року у Чернівцях, проводився фольклорно-етнографічний фестиваль Буковинська Маланка. Щороку 15 січня туди з'їжджалися десятки колективів, у тому числі й маланкарі з Красноїльська.

## Роки, коли Маланка у Красноїльську не проводилася
У 2023 році внаслідок Російського вторгнення в Україну (з 2022) Маланку у Красноїльську було скасовано , .